# Förbundet för organisk-biologisk odling
Förbundet för organisk-biologisk odling är en partipolitiskt och religiöst obunden ideell förening, som verkar för att sprida kunskap om ekologiskt jordbruk under mottot "en frisk jord, friska växter, friska djur och friska människor". Förbundet vänder sig till alla som önskar en resursbevarande odling och säger nej till konstgödsel och kemiska bekämpningsmedel. Istället förespråkas täckodling, gröngödsling, en välplanerad växtföljd, samodling och biologisk bekämpning.
Förbundet för organisk-biologisk odling bildades 1977. Den inspirerades av de schweiziska forskarna Hans Peter Rusch och Hans Müller, vilka lade grunden till teorierna för organisk-biologisk odling. De båda forskarna betonade vikten av att skapa en levande jord med ett rikt mikroliv och rekommenderade därför skonsam jordbearbetning, organisk gödsling och stenmjöl. Föreningen var en av initiativtagarna till kontrollföreningen för ekologisk odling, KRAV. 
Föreningen har cirka 1600 medlemmar, mest husbehovsodlare, men även yrkesodlare och konsumenter. Föreningen har åtta lokalavdelningar och ger ut medlemstidningen Odlaren med fyra nummer per år.